# Districtul Manorom
Manorom (în thailandeză มโนรมย์) este un district (Amphoe) din provincia Chainat, Thailanda, cu o populație de 33.041 de locuitori și o suprafață de 225,644 km².

## Componență
Districtul este subdivizat în 7 subdistricte (tambon), care sunt subdivizate în 41 de sate (muban).
| Nr. | Nume            | În thailandeză | Sate | Locuitori |
| --- | --------------- | -------------- | ---- | --------- |
| 1.  | Khung Samphao   | คุ้งสำเภา        | 4    | 6,028     |
| 2.  | Wat Khok        | วัดโคก          | 5    | 3,998     |
| 3.  | Sila Dan        | ศิลาดาน         | 07   | 3,550     |
| 4.  | Tha Chanuan     | ท่าฉนวน         | 10   | 6,827     |
| 5.  | Hang Nam Sakhon | หางน้ำสาคร      | 5    | 5,551     |
| 6.  | Rai Phatthana   | ไร่พัฒนา         | 5    | 3,711     |
| 7.  | U Taphao        | อู่ตะเภา         | 5    | 3,376     |